# Anglesqueville-l'Esneval

Anglesqueville-l'Esneval este o comună în departamentul Seine-Maritime, Franța. În 1 ianuarie 2022 avea o populație de 674 de locuitori.